# Ulrike Gonder
Ulrike Gonder (* 1961) ist eine deutsche Autorin und Ökotrophologin. Sie ist Mitbegründerin des „Europäischen Instituts für Lebensmittel- und Ernährungswissenschaften e.V.“. In ihren Büchern befasst sie sich mit Ernährung und möglichen Irrtümern der Ernährungswissenschaften. Einer ihrer Schwerpunkte sind gesunde Fette sowie fettbetonte Kostformen wie z. B. die ketogene Ernährung oder Low-Carb-Diäten.

## Bücher (Auswahl)
- mit Udo Pollmer, Andrea Fock, Karin Haug: Liebe geht durch die Nase. Was unser Verhalten beeinflusst und lenkt. Kiepenheuer & Witsch, Köln 2001, ISBN 3-462-03011-6 (= KiWi 629).
- mit Michael Hermanussen: Der Gefräßig-Macher, Wie uns Glutamat zu Kopfe steigt und warum wir immer dicker werden. Hirzel, Stuttgart 2008, ISBN 978-3-7776-1570-7.
- Fett! Unterhaltsames und Informatives über fette Lügen und mehrfach ungesättigte Versprechungen. Hirzel, Stuttgart 2009, ISBN 978-3-7776-1674-2.
- mit Nicolai Worm: Mehr Fett! Warum wir mehr Fett brauchen, um gesund und schlank zu sein. Liebeserklärung an einen zu Unrecht verteufelten Nährstoff, Systemed, Lünen 2010, ISBN 978-3-927372-54-2.
- mit Peter Heilmeyer: Essen! Nicht! Vergessen! systemed 2018, ISBN 978-3-95814-070-7.
- mit Julia Tulipan, Marina Lommel und Brigitte Karner: Der Keto-Kompass. riva 2018, ISBN 978-3-7423-0988-4.
- mit Lierre Keith: Ethisch essen mit Fleisch, systemed, Lünen, 2021, ISBN 978-3-95814-335-7